# Brachychira argentina
Brachychira argentina är en fjärilsart som beskrevs av Sergius G. Kiriakoff 1955. Brachychira argentina ingår i släktet Brachychira och familjen tandspinnare. Inga underarter finns listade i Catalogue of Life.